# Муайон
Муайо́н (фр. Moyon) — колишній муніципалітет у Франції, у регіоні Нормандія, департамент Манш. Населення — 1130 осіб (2011).
Муніципалітет був розташований на відстані близько 260 км на захід від Парижа, 60 км на захід від Кана, 13 км на південь від Сен-Ло.

## Історія
До 2015 року муніципалітет перебував у складі регіону Нижня Нормандія. Від 1 січня 2016 року належав до нового об'єднаного регіону Нормандія.
1 січня 2016 року Муайон, Шеврі i Ле-Мені-Опак було об'єднано в новий муніципалітет Муайон-Віллаж.

## Демографія
Динаміка населення (Insee ):
Розподіл населення за віком та статтю (2006):
| Стать | Всього | До 15 років | 15-24 | 25-44 | 45-64 | 65-85 | Понад 85 |
| --- | ------ | ----------- | ----- | ----- | ----- | ----- | -------- |
| Чоловіки | 566    | 130         | 73    | 169   | 87    | 95    | 12       |
| Жінки | 496    | 126         | 26    | 169   | 69    | 87    | 19       |
| \| Статево-вікова піраміда \| Статево-вікова піраміда \| Статево-вікова піраміда \| \| ----------------------- \| ----------------------- \| ----------------------- \| \| Чоловіки \| Вік \| Жінки \| \| 12 \| 85 + \| 19 \| \| 15 \| 80-84 \| 11 \| \| 19 \| 75-79 \| 19 \| \| 42 \| 70-74 \| 23 \| \| 19 \| 65-69 \| 34 \| \| 19 \| 60-64 \| 15 \| \| 15 \| 55-59 \| 8 \| \| 38 \| 50-54 \| 31 \| \| 15 \| 45-49 \| 15 \| \| 38 \| 40-44 \| 31 \| \| 54 \| 35-39 \| 54 \| \| 27 \| 30-34 \| 42 \| \| 50 \| 25-29 \| 42 \| \| 31 \| 20-24 \| 15 \| \| 42 \| 15-20 \| 11 \| \| 46 \| 10-14 \| 34 \| \| 50 \| 5-9 \| 50 \| \| 34 \| 0-4 \| 42 \| |        |             |       |       |       |       |          |
| Статево-вікова піраміда |        |             |       |       |       |       |          |
| Чоловіки | Вік    | Жінки       |       |       |       |       |          |
| 12 | 85 +   | 19          |       |       |       |       |          |
| 15 | 80-84  | 11          |       |       |       |       |          |
| 19 | 75-79  | 19          |       |       |       |       |          |
| 42 | 70-74  | 23          |       |       |       |       |          |
| 19 | 65-69  | 34          |       |       |       |       |          |
| 19 | 60-64  | 15          |       |       |       |       |          |
| 15 | 55-59  | 8           |       |       |       |       |          |
| 38 | 50-54  | 31          |       |       |       |       |          |
| 15 | 45-49  | 15          |       |       |       |       |          |
| 38 | 40-44  | 31          |       |       |       |       |          |
| 54 | 35-39  | 54          |       |       |       |       |          |
| 27 | 30-34  | 42          |       |       |       |       |          |
| 50 | 25-29  | 42          |       |       |       |       |          |
| 31 | 20-24  | 15          |       |       |       |       |          |
| 42 | 15-20  | 11          |       |       |       |       |          |
| 46 | 10-14  | 34          |       |       |       |       |          |
| 50 | 5-9    | 50          |       |       |       |       |          |
| 34 | 0-4    | 42          |       |       |       |       |          |

## Економіка
2010 року серед 656 осіб працездатного віку (15—64 років) 497 були активними, 159 — неактивними (показник активності 75,8%, у 1999 році було 73,8%). З 497 активних мешканців працювало 465 осіб (252 чоловіки та 213 жінок), безробітними було 32 (14 чоловіків та 18 жінок). Серед 159 неактивних 48 осіб було учнями чи студентами, 70 — пенсіонерами, 41 була неактивною з інших причин.

У 2010 році в муніципалітеті числилось 434 оподатковані домогосподарства, у яких проживали 1090,0 особи, медіана доходів виносила 14 983 євро на одного особоспоживача